# Игол (приток Большого Асесъёгана)
Игол — река в России, протекает по Ханты-Мансийскому АО. Устье реки находится в 25 км по левому берегу реки Большой Асесъёган. Длина реки составляет 31 км. Крупнейший приток — Иголту.

## Данные водного реестра
По данным государственного водного реестра России относится к Верхнеобскому бассейновому округу, водохозяйственный участок реки — Вах, речной подбассейн реки — бассейн притоков (Верхней) Оби от Васюгана до Ваха. Речной бассейн реки — Обь (верхняя) до впадения Иртыша.
Код объекта в государственном водном реестре — 13011000112115200037395.